# Санин, Виктор Акимович
Виктор Акимович Санин (род. 4 июля 1944) — советский футболист, выступавший на позициях защитника, нападающего, полузащитника.

## Биография
В 1963—1964 годах играл в команде класса «Б» «Химик» Новомосковск. В 1965—1977 годах выступал за ярославский «Шинник». По количеству сыгранных матчей — 388 и забитых мячей — 46 входит в десятку лучших за всю историю команды. Во второй половине сезона-1967 играл за команду высшей лиги «Зенит» Ленинград — 11 матчей.
Работал в спортивной школе «Шинника». Среди воспитанников — Дмитрий Попов и Алексей Казалов.